# Leucodon rutenbergii
Leucodon rutenbergii là một loài Rêu trong họ Leucodontaceae. Loài này được Müll. Hal. mô tả khoa học đầu tiên năm 1881.